# Zelindopsis stativa
Zelindopsis stativa är en tvåvingeart som först beskrevs av Villeneuve 1943.  Zelindopsis stativa ingår i släktet Zelindopsis och familjen parasitflugor.
Artens utbredningsområde är Kongo. Inga underarter finns listade i Catalogue of Life.